# The Distant Relative
The Distant Relative est un film muet américain réalisé par Allan Dwan et sorti en 1912.

## Fiche technique
- Réalisation : Allan Dwan
- Date de sortie : États-Unis : 15 avril 1912

## Distribution
- J. Warren Kerrigan : Bob White
- Pauline Bush : Marguerite Alcott
- Jack Richardson
- Jessalyn Van Trump : Pearl Alcott
- Carl Morrison : Charley Wells
- Louise Lester : The Distant Relation